# Musée de Dordrecht
Le musée de Dordrecht (Dordrechts Museum) est un musée d’art fondé à Dordrecht, aux Pays-Bas, en 1842.
Les collections de ce musée parmi les plus anciens de Hollande incluent plus de quatre siècles de la peinture hollandaise allant des maîtres du siècle d'or néerlandais à l’art moderne.

## Collections
Les collections du musée de Dordrecht abrite des peintures dus à des peintres du siècle d'or néerlandais comme Albert Cuyp, Ferdinand Bol, Adam Willaerts, Arent de Gelder, Adriaen Coorte, Samuel van Hoogstraten ou Nicolas Maes.
Les autres grands noms dans les peintures du musée de Dordrecht sont représentés par, entre autres, les frères Abraham et Jacob van Strij, Barend Cornelis Koekkoek, Jan Toorop, Johan Barthold Jongkind, Jan Toorop, Jan de Baen, Aert Schouman, Paul Gabriël, Jan Sluyters, Jan Veth, JCJ Vanderheyden (en), Pyke Koch, Piet Ouborg (en), Robert Zandvliet (nl), Alexander Wüst et Jacob Maris.
Le musée de Dordrecht possède la plus grande collection de peintures au monde du peintre natif de Dordrecht, Ary Scheffer, qui a fait carrière à Paris à l’époque romantique et fut au nombre des artistes les plus populaires et les mieux rémunérés de son temps.

## Rénovation
À la mi 2007, le musée a fermé temporairement ses portes pour une rénovation majeure et une expansion conçue par l’architecte Dirk Jan Postel de Kraaijvanger Urbis. L’intérieur est de Merkx + Girod. Une cour a été construite, la création d’une expansion substantielle de l’espace d’exposition a été réalisée. En déplaçant l’entrée au centre du bâtiment sur le mur du jardin, où on avait l’habitude d’être assis, l’itinéraire piéton à travers le bâtiment a été grandement améliorée. Le musée a également été entièrement rénové. Les couts de construction s’élevaient à environ 25 millions. Le musée a rouvert ses portes aux visiteurs le 27 novembre 2010.
La collection qui ne cesse de croître est le point de départ pour un parcours et des activités variés.

## Galerie

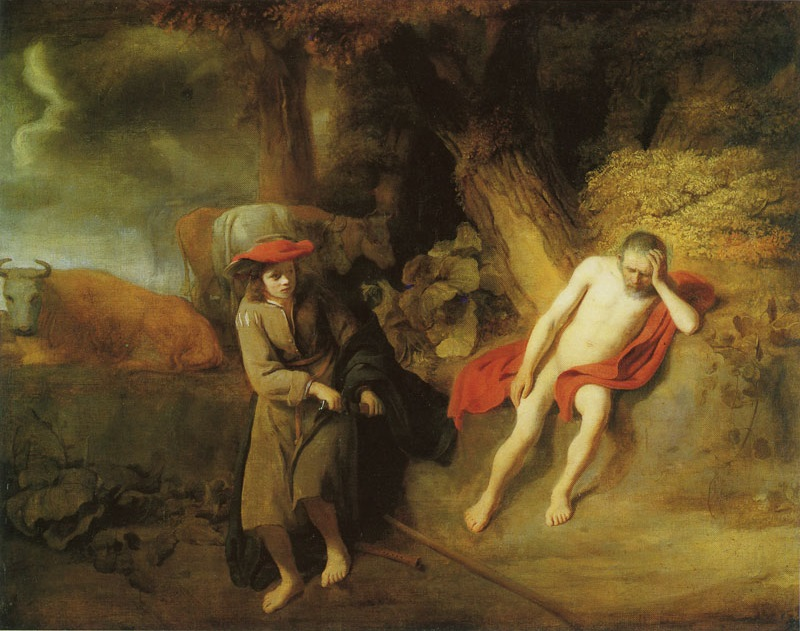
Mercurius, Argus et Io par Cornelis Bisschop, XVIIe
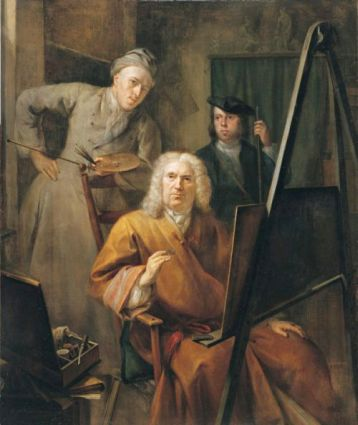
Portrait de Cornelis van Lill, son petit-fils et l'artiste (1735) par Aert Schouman
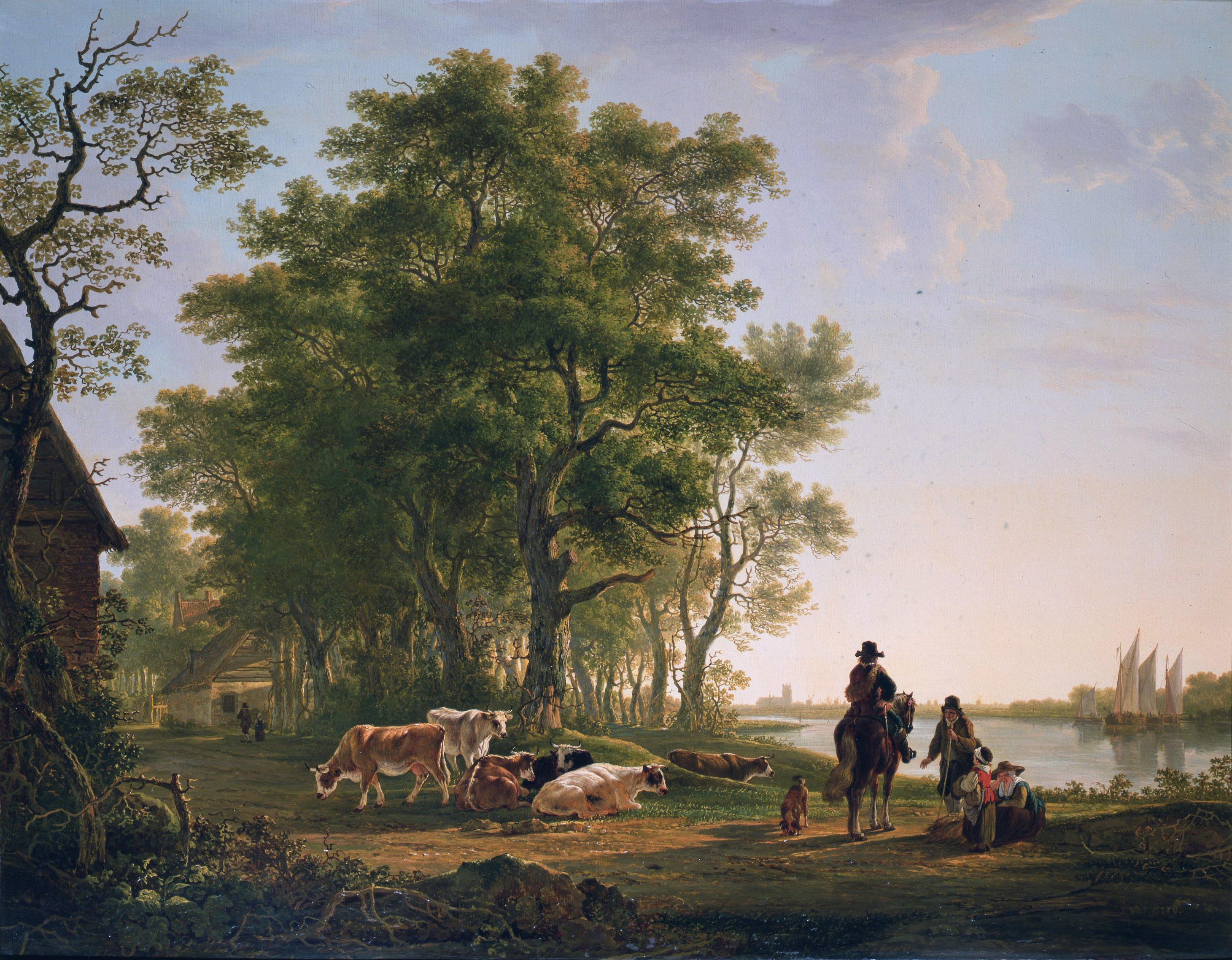
Paysage avec arbre et bétail près de Dordrecht (c. 1800) par Jacob van Strij
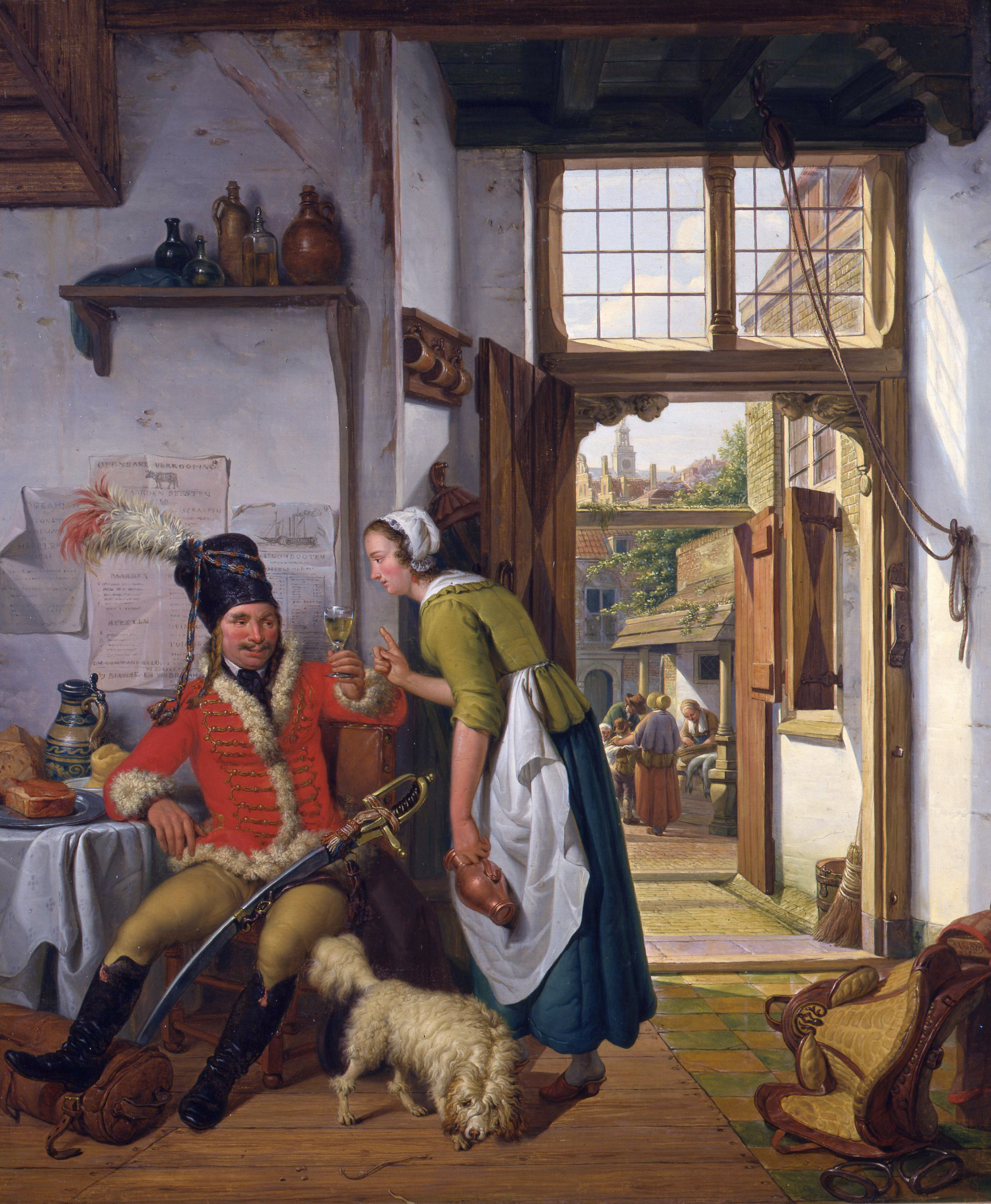
Intérieur d'une auberge (1825) par Abraham van Strij
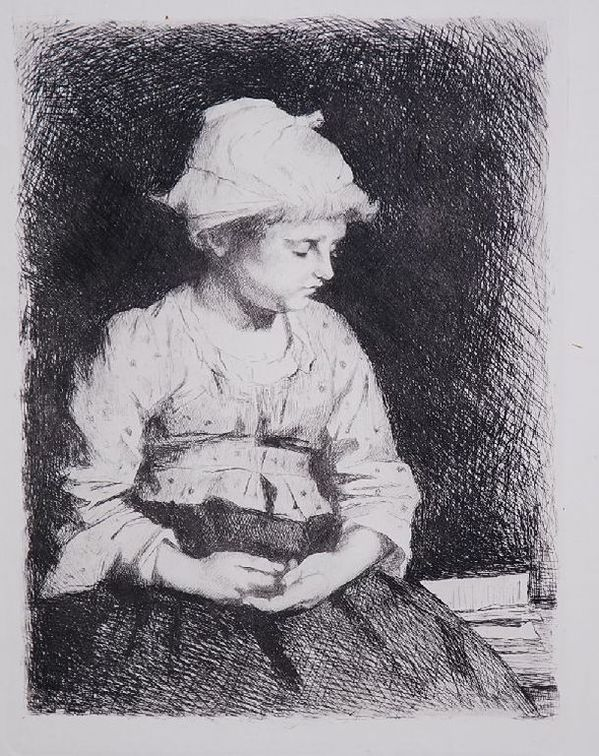
Schoolbijven (1886) par Thérèse Schwartze